# ドニス・エスコベル
ドニス・エスコベル（Donis Salatiel Escober Izaguirre、1981年2月3日 - ）は、ホンジュラスの元サッカー選手。元ホンジュラス代表。ポジションはゴールキーパー。

## 来歴

### クラブ
2001年から2019年までCDオリンピア一筋でプレー、12回のリーグ優勝をした。

### 代表
2002年にホンジュラス代表でデビュー。
長くレギュラーになれなかったが、2009 CONCACAFゴールドカップでは正ゴールキーパーとして全5試合に出場、ベスト4となった。2013 CONCACAFゴールドカップでも4試合に出場、ベスト4となった。
また、出場機会は無かったが、2010、2014 FIFAワールドカップのメンバーにも選出された。2018年までに64試合に出場した。

## 代表歴

### 出場大会
- ホンジュラス代表
  - 2010 FIFAワールドカップ
  - 2014 FIFAワールドカップ

### 試合数
- 国際Aマッチ 64試合 0得点（2002年-2018年）[1]

| ホンジュラス代表 | 国際Aマッチ | 国際Aマッチ |
| 年               | 出場        | 得点        |
| ---------------- | ----------- | ----------- |
| 2002             | 1           | 0           |
| 2003             | 1           | 0           |
| 2004             | 1           | 0           |
| 2005             | 0           | 0           |
| 2006             | 0           | 0           |
| 2007             | 1           | 0           |
| 2008             | 0           | 0           |
| 2009             | 5           | 0           |
| 2010             | 3           | 0           |
| 2011             | 2           | 0           |
| 2012             | 3           | 0           |
| 2013             | 8           | 0           |
| 2014             | 5           | 0           |
| 2015             | 8           | 0           |
| 2016             | 11          | 0           |
| 2017             | 14          | 0           |
| 2018             | 1           | 0           |
| 通算             | 64          | 0           |